# Distretto di Hadjout
Il distretto di Hadjout è un distretto della provincia di Tipasa, in Algeria. Prende il nome dal suo capoluogo, Hadjout.

## Comuni
Il distretto comprende 2 comuni:
- Hadjout
- Merad